# Загоровский монастырь
Загоровский монастырь — мужской монастырь, основанный в селе Загоровской Волице Владимир-Волынского уезда Волынской губернии, существовал ещё до 1566 года.
В 1719 году принял унию, а в 1839 году был воссоединён с православием. В 1921 году, когда данная территория принадлежала Польше, вновь возвращен грекокатоликам.
Был разрушен 10-11 сентября 1943 года в ходе боя между немецкими войсками и укрывшимся в монастыре отрядом УПА.